# تشارلز بست (سياسي)
تشارلز بست (بالإنجليزية: Charles Best)‏ هو سياسي أسترالي، ولد في 14 يونيو 1909، وتوفي في 24 مايو 1996. انتخب عضو مجلس نواب تسمانيا.